# Csulman (település)
Csulman (oroszul: Чульман) városi jellegű település Oroszország ázsiai részén, Jakutföldön, a Nyerjungri járásban.
Népessége: 9766 fő (a 2010. évi népszámláláskor).

## Elhelyezkedése

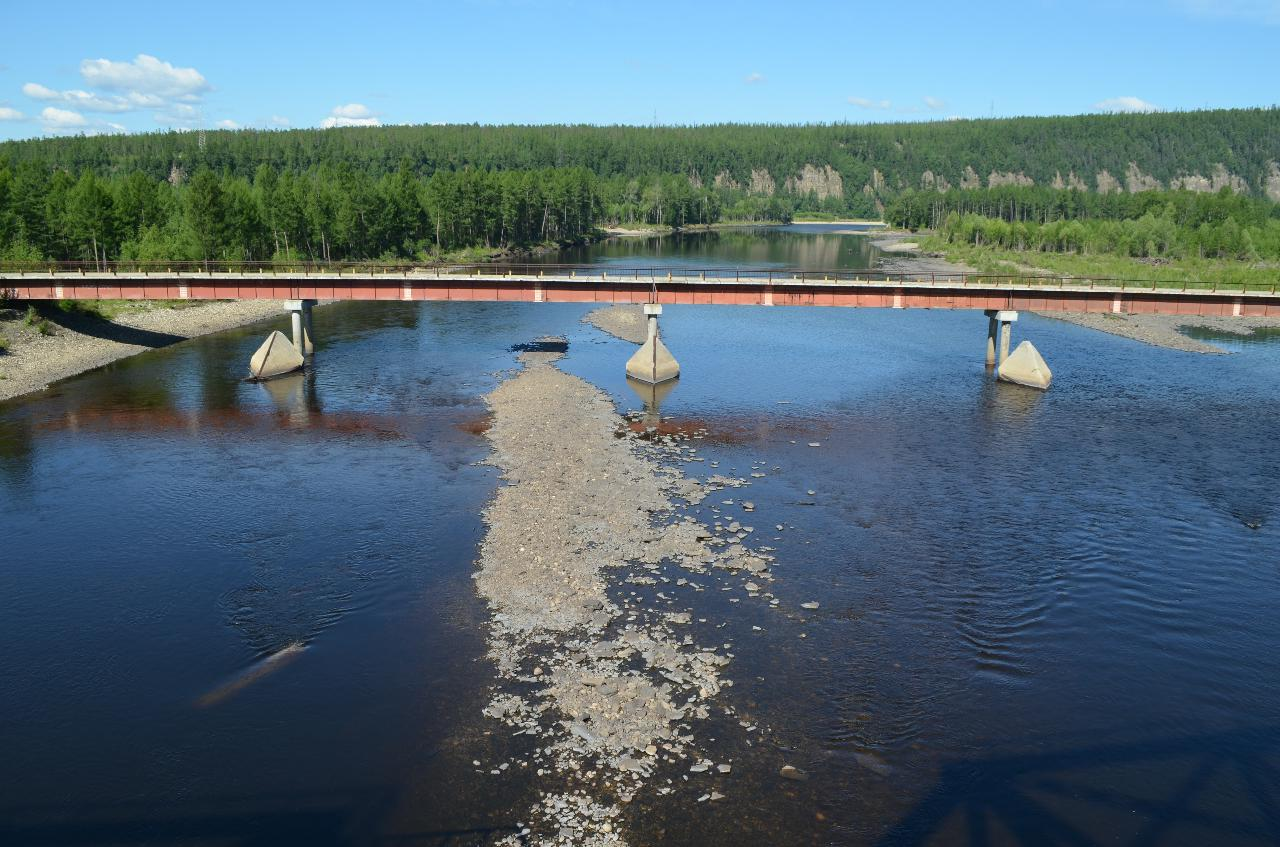
Közúti híd Csulman mellett

Jakutszktól országúton kb. 770 km-re délre, Nyerjungritól 30 km-re, a Csulman (a Tyimpton mellékfolyója) partján helyezkedik el. Vasútállomás az Amur–Jakutszk-vasútvonalon. A település mellett halad a délről kiinduló, Jakutszkba vezető „Léna” A360-as főút. A folyón külön vasúti és külön közúti híd vezet át.

## Története
A mai település helyéhez közel 1926-ban csak egy kis téli szállás volt, bár már korábban is éltek  jakutok és kínaiak a vidéken. Erre vezetett Jakutszk felé az a szállítási útvonal, melyen az Aldan vidéki aranybányászat megnyitása (1923-24) után – tevék, rénszarvas- és a lovasszánok mellett – néhány teherautót is használtak áruszállításra. 1928-ban a folyó átkelőjénél út- és autójavító állomást létesítettek. Ebből nőtt ki később a település, mely 1941. áprilistól 1963-ig járási székhely is volt. A nyáron üzemelő komp helyett 1939-1940-ben felépült a folyón az első fahíd, de 1942-ben az árvíz elmosta. Ugyanez megismétlődött 1946-ban. 1947-ben a folyóba kő- (beton-) pilléreket építettek, és 1951-re elkészült az első állandó híd.
Csulman környékén az 1950-es években kezdődött el a szénbányászat, de a bányák az 1970-es évek végére kimerültek. Miután Nyerungri körzetében jelentős szénkészleteket fedeztek fel, 1973-ban határozat született a dél-jakutiai szénipari komplexum létrehozásáról, a Tinda–Berkakit vasútvonal és Nyerjungri város felépítéséről. Az 1970-es – 1980-as években Nyerjungri felépítéséhez Csulman és számos iparvállalata adta a hátteret, a két ütemben (1962, 1965) üzembe helyezett – és azóta elavult – hőerőműve szolgáltatta az energiát.